# Богатырь (бронепалубный крейсер)
«Богаты́рь» — крейсер 1 ранга Российского императорского флота.
Головной корабль типа «Богатырь». Участвовал в Русско-японской и Первой мировой войне. Построен по заказу российского правительства в Германии, в городе Штеттин.

## Строительство
Контракт на постройку крейсера заводом «Вулкан» был подписан 5 августа 1898 года. Заложен 21 декабря 1899 года, спущен на воду 17 января 1901 года, введён в состав флота в августе 1902 года. По тому же проекту в России построены крейсера «Олег», «Кагул» (бывш. «Очаков») и «Память Меркурия» (бывш. «Кагул»); ещё один однотипный корабль («Витязь») сгорел недостроенным на стапеле в Санкт-Петербурге.

## Служба
После постройки «Богатырь» переведён на Дальний Восток России в состав Тихоокеанской эскадры российского Императорского флота и был включён в состав Владивостокского отряда крейсеров.
15 мая 1904 года напоролся на камни мыса Брюса в Амурском заливе, получил серьёзные повреждения, с большим трудом корабль удалось спасти и привести во Владивосток на ремонт. Всю Русско-японскую войну «Богатырь» простоял в ремонте.
После войны переведён на Балтийский флот, где осуществлял учебные походы в Балтийском море. Ходил в Средиземное и Чёрное моря.
Когда отряд под флагом контр-адмирала В. И. Литвинова («Богатырь», «Адмирал Макаров», «Цесаревич» и «Слава») находился в Средиземном море, стало известно о землетрясении на Сицилии 28 декабря 1908 года. Литвинов сразу же направил корабли на помощь. Моряки с «Богатыря» в числе первых пришли на помощь погребённым под завалами жителям Мессины, всего русскими моряками было спасено из-под руин около 1000 человек. Все команды русских моряков действовали самоотверженно и в высокой степени умело, успев спасти множество жизней.
Перед Первой мировой войной в 1912 году прошёл на Кронштадтском пароходном заводе ремонт машин и частичную модернизацию.
В Первую мировую войну вступил в составе 2-й эскадры крейсеров.
26 августа 1914 года крейсера «Паллада» и «Богатырь» захватили кодовую книгу с германского лёгкого крейсера «Магдебург», севшего на мель вблизи острова Оденсхольм в Финском заливе. Российские власти передали книгу британскому Адмиралтейству. Это сыграло решающую роль в раскрытии военно-морского кода Германии и оказало впоследствии значительное влияние как на боевые действия на море, так и на ход войны в целом.
Во время войны прошёл модернизационный ремонт в 1915 году на Франко-русском заводе с заменой артиллерии со 152-мм орудий в 45 калибров длиной системы Канэ на шестнадцать 130-мм орудий Обуховского завода в 55 калибров длиной.
Всю войну успешно действовал в Балтийском море, выставлял минные заграждения, участвовал во многих боевых операциях. Как и весь остальной флот, вынужден был отступить после перемены на фронтах, последовавшей после революции 1917 года.
Участвовал в знаменитом Ледовом походе Балтийского флота.
В 1922 году был разобран на металл.

## Командиры крейсера
- 15.02.1899 — 01.08.1905 — капитан 1-го ранга Стемман, Александр Фёдорович
- 01.08.1905 — хх.хх.1906 — капитан 1-го ранга Бострем, Иван Фёдорович
- 13.03.1906 — 12.06.1906 — капитан 2-го ранга Васильковский, Станислав Францевич
- 12.06.1906 — хх.хх.1908 — капитан 1-го ранга Гирс, Владимир Константинович
- хх.хх.1908 — 22.08.1911 — капитан 1-го ранга Петров-Чернышин, Николай Аркадьвич
- 09.09.1911 — хх.хх.1912 — капитан 1-го ранга Ворожейкин, Сергей Николаевич
- 27.08.1912 — хх.хх.1915 — капитан 1-го ранга Криницкий, Евгений Иванович
- 12.01.1915 — хх.хх.1916  — капитан 1-го ранга Вердеревский, Дмитрий Николаевич
- 29.10.1916 — хх.хх.1917 — капитан 1-го ранга Коптев, Сергей Дмитриевич
- хх.02.1918 — хх.11.1918 — фон Гебгард, Бено Эдуардович
- 1919—1921 Кукель, Владимир Андреевич

## Известные военнослужащие
- Александр Кондратьевич Гурло (матрос)